# Walk Between Worlds
Walk Between Worlds è il diciottesimo album in studio del gruppo musicale rock britannico Simple Minds, pubblicato il 2 febbraio 2018.

## Tematiche
La chiave di interpretazione del titolo dell'album è l'empatia e come questa sia così differente tra le persone. 
Il brano Barrowland Star è una canzone biografica che ricorda di un celebre locale per concerti di Glasgow, il Barrowland, in cui si sono esibiti tutti i più grandi artisti della scena cittadina. Suonare in tale locale rappresenta un successo per ogni giovane artista della città e la canzone prende spunto proprio dall'orgoglio mostrato da un genitore per il figlio che suonava, dopo un periodo in cui aveva sofferto di depressione, in tale locale. 
Il brano Magic, anch'esso biografico, tratta della magia della musica e della volontà del cantante, quando era diciottenne, di formare un gruppo musicale.

## Tracce
Musiche di Jim Kerr, Charlie Burchill eccetto dove indicato.
1. Magic – 4:35
2. Summer – 4:37 (musica: Kerr, Burchill e Owen Parker)
3. Utopia – 4:14
4. The Signal and the Noise – 5:18
5. In Dreams – 4:15
6. Barrowland Star – 6:25
7. Walk Between Worlds – 5:12
8. Sense of Discovery – 6:26 (musica: Kerr, Burchill e Owen Parker)

Tracce bonus nell'edizione deluxe
1. Silent Kiss – 4:57
2. Angel Underneath My Skin – 3:43 (musica: Mark Kerr e Erikah Karst)
3. Dirty Old Town (live) (registrato il 27 maggio 2017 al London Palladium, Londra) – 4:53 (musica: Ewan McColl)

## Formazione
- Jim Kerr - voce
- Charlie Burchill - chitarra, tastiere
- Mel Gaynor - batteria
- Ged Grimes - basso